# Comtat de Galway
El comtat de Galway (gaèlic irlandès An Gaillimh) és un comtat de la província de Connacht (República d'Irlanda). Al seu territori hi ha algunes Gaeltacht, zones on encara es parla el gaèlic irlandès.
El territori té forma allargada transversalment d'oest a est, amb una esquerda en el centre apuntant cap al nord, i que constitueix el llac Corrib. A partir d'aquest, flueix cap al sud el riu del mateix nom que desemboca en l'oceà Atlàntic. Ho fa al costat d'una zona portuària, seguida d'un estuari molt marcat que s'eixampla cap a l'oest formant un mar interior, conegut com a Badia de Galway, delimitat per les tres illes Aran.
Aquest comtat limita al nord amb els comtats de Mayo i Roscommon, a l'est amb els de Roscommon, Offaly i Tipperary, al sud amb Tipperary i Clare, amb aquest mateix comtat al sud-oest i a l'oest, amb l'oceà Atlàntic.

## Situació de l'irlandès

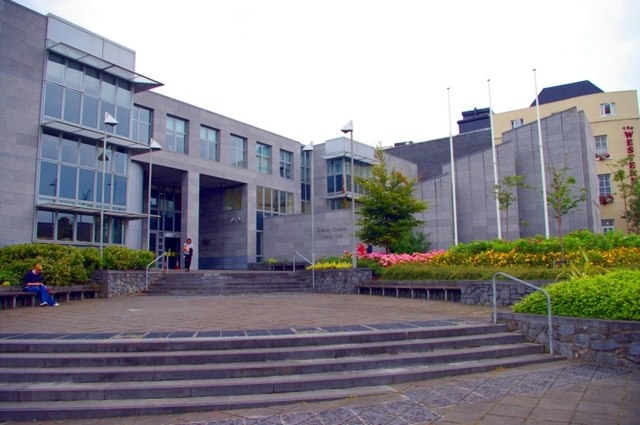
Ajuntament de la ciutat de Galway

Gairebé el 20% de la població del comtat de Galway viu a la Gaeltacht. Al comtat hi ha la Gaeltacht més gran d'Irlanda. Hi ha 48.907 persones vivint-hi que s'estén a les ciutats de Galway i Connemara. La regió consisteix en les següents àrees de parla irlandesa: Gaeltacht ciutat de Galway, Gaeltacht Cois Fharraige, Conamara Theas, Illes Aran i Duiche Sheoigheach.
Tores les escoles de la Gaeltacht tenen l'irlandès com a mitjà d'instrucció. També hi ha un tercer nivell universitari de NUIG anomenat Acadamh na hOllscolaíochta Gaeilge a An Cheathrú Rua i Carna. La ciutat més gran de la regió és Spiddal. A la ciutat de Galway hi ha l'únic teatre únicament en irlandès, el Taibhdhearc na Gaillimhe. També hi ha una forta presència de mitjans de comunicació en irlandès, com l'estació de ràdio Raidió na Gaeltachta, el diari Foinse a Carraroe i l'estació de televisió TG4 a Baile na hAbhann. Les Illes Aran també formen part de la Gaeltacht de Galway.
En total hi ha entre 30.000 i 40.000 parlants d'irlandès al comtat. Segons el cens de 2011, la ciutat de Galway i la Gaeltacht del comtat tenen una població de 48.907 habitants, dels quals 30.978 afirmen que poden parlar irlandès, 23.788 poden ser considerats com a parlants nadius i 7.190 parlen irlandès només a les aules. Hi ha 3.006 alumnes a les 10 Gaelscoil (escoles primàries en irlandès) i tres Gaelcholáiste (escoles secundàries en irlandès) fora de la Gaeltacht de Galway. Segons el cens irlandès de 2006 hi havia 10.788 persones al comtat que s'identificaven com a parlants d'irlandès fora del sis tema educatiu.

## Pobles i ciutats del Comtat de Galway
- Ardrahan, Athenry, Aughrim
- Ballinasloe, Ballyconneely, Ballygar, Ballymoe, Ballynahinch, Barna, Bealadangan
- Camus, Carraroe, Castlegar, Claregalway, Clarinbridge, Cleggan, Clifden, Clonbur, Corr na Móna, Corofin, Casla, Craughwell
- Dunmore
- Furbo
- Galway, Glenamaddy, Gort
- Headford, Hollygrove
- Inveran
- Kilcolgan, Kilconnell, Kilkieran, Killimor, Kilronan, Kinvara
- Laurencetown, Leenaun, Lettercallow, Letterfrack, Lettermore, Loughrea
- Maam Cross, Maum, Monivea, Mountbellew Moycullen, Muckanaghederdauhaulia
- Newbridge
- Oranmore, Oughterard
- Portumna
- Recess, Rosmuck, Rossaveal, Roundstone
- Spiddal
- Tuam, Turloughmore
- Woodford